# Метод Крекера (телесериал)
«Метод Крекера» (англ. Cracker) — детективный телесериал, выходивший с 1993 по 1996 год. В России был показан по каналу «ОРТ» в 1995 и «ТНТ» в начале 2000 гг.

## Сюжет
Отличительной особенностью сериала, выделяющей его на общем фоне, является невероятно харизматичный и нетипичный главный герой, доктор Фиджеральд (Фитц). Он профессиональный психолог, помогающий полиции Манчестера в расследовании преступлений. А ещё он неисправимый игрок, пьяница и просто очаровательный толстяк. Но мил он только с коллегами в юбках, для всех остальных он беспощадный зверь, который способен заглянуть в темноту души преступника, достичь самого дна, высветить потаенные мотивы, расколов при этом самую изощренную защиту. Отсюда и название: в 90-х, когда снимался сериал, словом "крекер" ("кракер") часто называли тех, кого сейчас зовут "хакерами"
В сериале делается акцент на подоплёке поступков как преступников, так и "честных граждан". Преступления показаны не "по факту" и не "флешбеками", а в живом процессе с драматическими переживаниями героев. Главный злодей в этом сериале не просто холодный объект, преступающий нормы, движимый механическими законами зла, а активный драматический персонаж со своей "правдой". Что ещё интересней, взламывая "нелюдей", совершивших недостойное человека, Фитц часто приходит к неполиткорректным и нелицеприятным выводам относительно природы реального человека. И смотреть за его рассуждениями и провокациями истинное удовольствие, потому что они либо слишком далеко от правды, либо слишком глубоко в ней. И для завершения вкусового букета сюжет сериала, кроме детективной линии, наполнен драматическими событиями в семье и коллективе главных героев.

## В ролях
| Актёр                                     | Роль                             | Годы      |
| ----------------------------------------- | -------------------------------- | --------- |
| Робби Колтрейн (Anthony Robert MacMillan) | доктор Эдди «Фиц» Фицджеральд    | 1993—1996 |
| Джеральдин Сомервилль                     | DS Джейн «Попрошайка» Пенхалиган | 1993—1995 |
| Барбара Флинн                             | Джудит Фицджеральд               | 1993—1995 |
| Киран О’Брайен                            | Марк Фицджеральд                 | 1993—1995 |
| Тесс Томпсон                              | Кэти Фицджеральд                 | 1993—1995 |
| Лоркан Крэнитч                            | DS Джимми Бэк                    | 1993—1995 |
| Рики Томлисон                             | DCI Чарли Уаиз                   | 1994—1996 |
| Кристофер Экклестон                       | DCI Дэвид Билборо                | 1993—1994 |
| Эдвард Пил                                | шеф Супер                        | 1993—1995 |
| Уил Джонсон                               | Ди Си Скелетон                   | 1994—1995 |
| Джош Хартнетт                             | Майкл Фицджеральд                | 1997—1999 |

## Награды и номинации

### BAFTATV Award

#### 1994
- Победа — Лучший актёр — Робби Колтрейн
- Победа — Лучший фильм или видеосъёмка (фантастика/развлечения) — Айвен Страсбург
- Номинация — Лучший драматический телесериал — Габ Нил, Джимми Макговерн
- Номинация — Лучший фильм или editing (фантастика/развлечения) — Орал Норри Отти, Тревор Уаит, Грис Гилл

#### 1995
- Победа — Audience Award (TV)
- Победа — Лучший актёр — Робби Колтрейн
- Победа — Лучший драматический телесериал — Пол Абботт
- Номинация — Лучшая актриса — Джеральдин Сомервилль
- Номинация — Лучший editing (фантастика/развлечения) — Эдвард Мансел
- Номинация — Лучший звук (фантастика/развлечения) — Фил Смит, Джон Сеньор, Джон Рутерфорд, Джон Уитворт, Энди Уайетт

#### 1996
- Победа — Лучший актёр — Робби Колтрейн
- Победа — Лучший драматический телесериал — Хиллари Беван Джонс
- Номинация — Лучшая оригинальная музыка к телесериалу — Рик Уэнтворт (за эпизод «White Ghost»)

### Премия Эдгара Алана По

#### 1995
- Победа — Best Television Feature or Miniseries — Джимми Макговерн (за эпизод «To Say I Love You»)

#### 1997
- Победа — Best Television Feature or Miniseries — Джимми Макговерн (за эпизод «Brotherly Love»)

#### 1998
- Номинация — Best Television Feature or Miniseries — Пол Абботт (за эпизод «White Ghost»)

### 1994 — Broadcasting Press Guild Awards
- Победа — Лучший актёр — Робби Колтрейн

### 1994 — RTS Television Award
- Победа — Лучший актёр — Робби Колтрейн
- Победа — Лучший драматический телесериал
- Победа — Лучший звук — Джон Уитворт, Энди Уайетт, Фил Смит, Тони Купер, Джон Рутерфорд, Джон Томас (за эпизод «Mad Woman in the Attic»)

### 1995 —BAFTAScotland Award
- Победа — Лучший актёр ТВ — Робби Колтрейн (также за «Hamish Macbeth»)

### 1996 — Награда Гильдии писателей Великобритании
- Победа — Оригинальный драматический телесериал — Джимми Макговерн, Пол Абботт